# Степове (Гречаноподівська сільська громада)
Степове́ — село в Україні, в Криворізькому районі Дніпропетровської області. Входить до складу Гречаноподівської сільської громади. Населення — 1 124 мешканці. 

## Географія
Село Степове знаходиться на відстані 4 км від сіл Подидар, Кравці і Пологи. По селу протікає пересихаючий струмок з загатою. Поруч проходить автомобільна дорога Т 0411.

## Історія
24 квітня 2003 року селищу Степове надано статус села.
До 2016 року орган місцевого самоврядування — Степова сільська рада.

## Населення

### Мова
Розподіл населення за рідною мовою за даними перепису 2001 року:
| Мова            | Кількість | Відсоток |
| --------------- | --------- | -------- |
| українська      | 1054      | 93.77%   |
| російська       | 57        | 5.07%    |
| білоруська      | 5         | 0.45%    |
| болгарська      | 1         | 0.09%    |
| румунська       | 1         | 0.09%    |
| інші/не вказали | 6         | 0.53%    |
| Усього          | 1124      | 100%     |

## Економіка
- ТОВ «Агрофірма Степове».

## Об'єкти соціальної сфери
- Школа.
- Дитячий садочок.
- Фельдшерсько-акушерський пункт.

## Інтернет-посилання
- Погода в селі Степове

1. ↑  Рідні мови в об'єднаних територіальних громадах України — Український центр суспільних даних